# Oligopson
Oligopson – sytuacja na rynku, w której nie ma dużej konkurencji po stronie popytu na dane dobro lub usługę. Wynika to z faktu, że istnieje niewielu kupujących chcących je nabyć.
Przeciwną sytuacją jest oligopol – na rynku istnieje tylko kilku sprzedawców i wielu kupujących.